# Solomon Foot

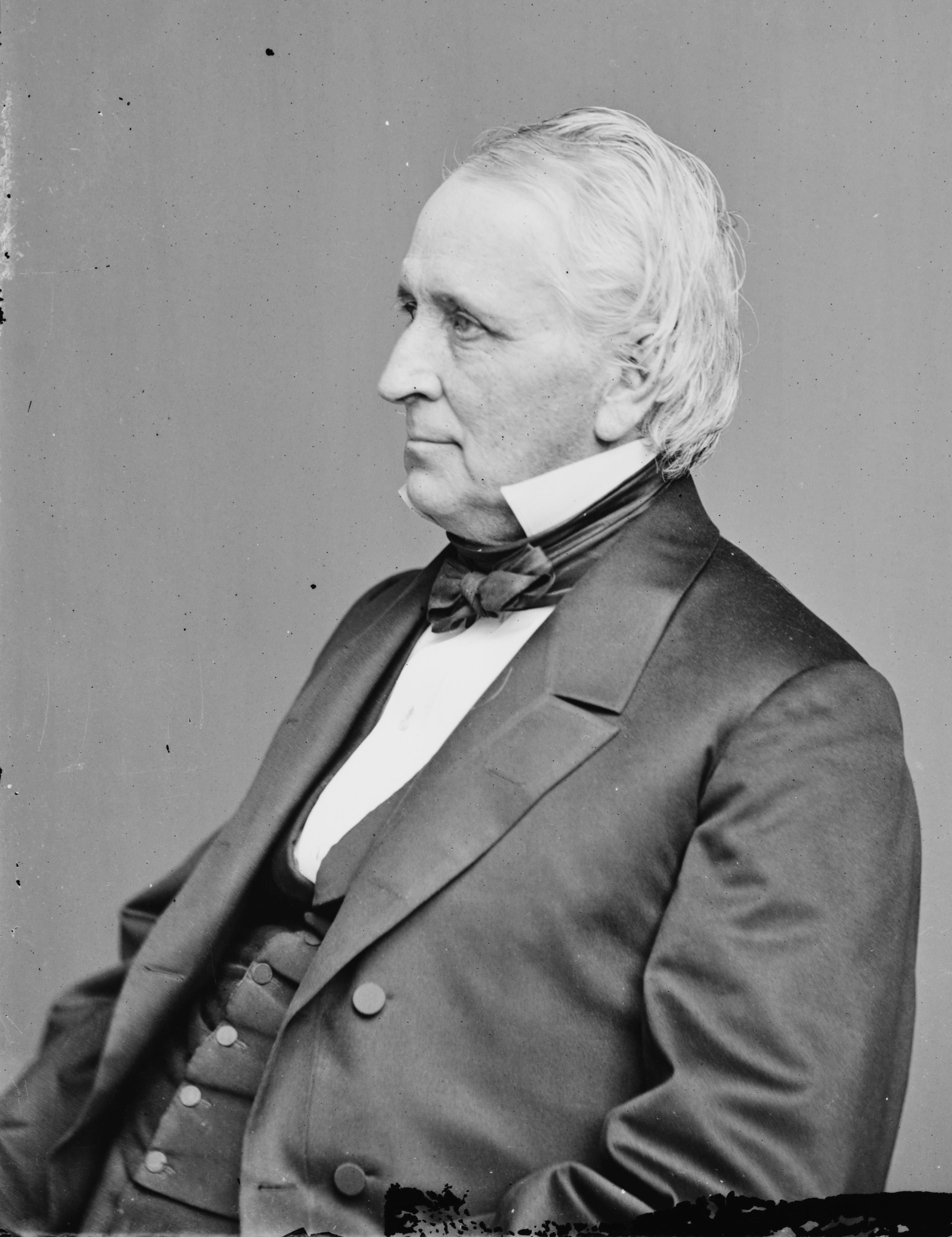
Solomon Foot

Solomon Foot (* 19. November 1802 in Cornwall, Vermont; † 28. März 1866 in Washington D.C.) war ein US-amerikanischer Politiker, der den Bundesstaat Vermont in beiden Kammern des Kongresses vertrat.

## Werdegang
Nach seinem Abschluss am Middlebury College arbeitete Solomon Foot von 1826 bis 1831 zunächst als Lehrer. Im Anschluss studierte er Jura, wurde in die Anwaltskammer aufgenommen und begann in Rutland zu praktizieren.
Im Jahr 1833 war er als Mitglied des Repräsentantenhauses von Vermont erstmals politisch aktiv; der Parlamentskammer seines Heimatstaates gehörte er erneut von 1836 bis 1838 an, wobei er in dieser Zeit auch als deren Speaker fungierte. 1836 war er außerdem Delegierter beim Verfassungskonvent von Vermont; zwischen 1836 und 1842 arbeitete er überdies als Staatsanwalt.
Am 4. März 1843 zog Solomon Foot als Abgeordneter der Whig Party ins US-Repräsentantenhaus ein, dem er bis zum 3. März 1847 angehörte. 1850 wurde er für die in Auflösung befindlichen Whigs in den US-Senat gewählt, seine Wiederwahl im Jahr 1856 erfolgte für die Republikaner. Er verblieb bis zu seinem Tod 1866 im Senat und fungierte dabei zwischen 1861 und 1864 als Präsident pro tempore.